# ルイス・H・ウィルソン・ジュニア (ミサイル駆逐艦)
| 画像をアップロード |                                                                                                  |
| 艦歴               |                                                                                                  |
| 発注               | 2013年6月3日                                                                                     |
| 起工               | 2023年5月16日                                                                                    |
| 進水               |                                                                                                  |
| 就役               |                                                                                                  |
| 退役               |                                                                                                  |
| その後             | 建造中                                                                                           |
| 要目               |                                                                                                  |
| 排水量             | 9,700 トン                                                                                       |
| 全長               | 155.3 m (509 ft 6in)                                                                             |
| 全幅               | 20.1 m (66 ft)                                                                                   |
| 吃水               | 9.4 m (31 ft)                                                                                    |
| 機関               | COGAG方式                                                                                        |
| 機関               | LM 2500-30ガスタービンエンジン (27,000shp) ×4基                                                  |
| 機関               | 可変ピッチプロペラ（5翔）×2軸                                                                    |
| 最大速             | 31ノット                                                                                         |
| 航続距離           | 4,400 海里（20ノット時）                                                                         |
| 乗員               | 士官、兵員 380名                                                                                 |
| 兵装               | Mk.45 mod.4 5インチ単装砲 ×1基                                                                   |
| 兵装               | Mk.38 25mm単装機関砲 ×2基                                                                        |
| 兵装               | Mk.15 20mmCIWS×1基                                                                               |
| 兵装               | M2 12.7mm機銃 ×4挺                                                                               |
| 兵装               | Mk.41 mod.15 VLS ×96セル - SM-2MR/ER SAM - ESSM 短SAM - VLA SUM - トマホーク SLCM などを発射可能 |
| 兵装               | Mk.32 3連装短魚雷発射管×2基                                                                      |
| 艦載機             | MH-60R×2機搭載可能                                                                               |
| C4ISTAR            | AWS B/L 10 (Mk.99 GMFCS×3基)                                                                     |
| C4ISTAR            | AN/SQQ-89A(V)15                                                                                  |
| センサ             | AN/SPY-6(V)1 多機能レーダー×4面                                                                  |
| センサ             | AN/SPQ-9B 対水上レーダー×1基                                                                     |
| センサ             | AN/SQS-53C(V)1艦首装備ソナー                                                                     |
| 電子戦             | AN/SLQ-32(V)7 ESM/ECM装置                                                                        |
| 電子戦             | Mk 36 SRBOC デコイ発射機                                                                         |
| モットー           |                                                                                                  |

ルイス・H・ウィルソン・ジュニア（英語: USS Louis H. Wilson Jr. (DDG-126)）は、アメリカ海軍のアーレイ・バーク級ミサイル駆逐艦第76番艦。
アーレイ・バーク級のフライトIIIとしてはジャック・H・ルーカスに次ぐ2番目の艦である。

## 艦歴
艦名は、名誉勲章を受章したアメリカ海兵隊の将軍ルイス・H・ウィルソン・ジュニアにちなむものであり、2016年9月17日に当時の海軍長官であったレイ・メイバスによって命名された。2020年3月3日、バス鉄工所によって造船が開始された。